# سوزان بنتون
سوزان بنتون (انگلیسی: Susanne Benton؛ زادهٔ ۳ فوریهٔ ۱۹۴۸) بازیگر بازنشستهٔ اهل کانادا است. پدر او یک نوازندهٔ پیانوی جاز بود و مادرش وقتی او ۲ ساله بود از پدرش طلاق گرفت و آنها را رها کرد.
از فیلم‌هایی که وی در آن نقش داشته است، می‌توان به کچ-۲۲ (۱۹۷۰) و پسری با سگش (۱۹۷۵) اشاره کرد.